# Atletica leggera ai Giochi della XXVI Olimpiade - Salto in lungo femminile

Video della Finale

Video della Finale (telecronaca Rai)

Il salto in lungo ha fatto parte del programma femminile di atletica leggera ai Giochi della XXVI Olimpiade. La competizione si è svolta nei giorni 1-2 agosto 1996 allo Stadio Olimpico del Centenario di Atlanta.

## Presenze ed assenze delle campionesse in carica
| Competizione         | Atleta          | Prestazione | Atlanta 1996 |
| -------------------- | --------------- | ----------- | ------------ |
| Olimpiadi 1992       | Heike Drechsler | 7,14 m      | Infortun.    |
| Commonwealth 1994    | Nicole Boegman  | 6,82 m      | Presente     |
| Goodwill Games 1994  | Heike Drechsler | 7,12 m      | Infortun.    |
| Europei 1994         | Heike Drechsler | 7,14 m      | Infortun.    |
| Coppa del mondo 1994 | Inesa Kravec'   | 7,00 m      | Presente     |
| Asiatici 1994        | Yao Weili       | 6,91 m      | Assente      |
| Panamericani 1995    | Niurka Montalvo | 6,89 m      | Presente     |
| Africani 1995        | Eunice Barber   | 6,70w m     | Presente     |
| Mondiali 1995        | Fiona May       | 6,98w m     | Presente     |
|                      |                 |             |              |
| Mondiali junior 1992 | Erica Johansson | 6,65 m      | Assente      |

1. ↑  Sotto la bandiera dell'Ucraina.

## La gara
Nessuna delle favorite tranne Fiona May è al 100%: Heike Drechsler è assente per infortunio, Jackie Joyner è ancora dolorante per i postumi di un infortunio (infatti si è ritirata nell'eptathlon), mentre Inessa Kravets (7,05 quest'anno) sbaglia tutti e tre i salti di qualificazione.

In finale teoricamente la May si deve guardare solo da Niki Xanthou. Invece al primo turno la nigeriana Chioma Ajunwa atterra a 7,12 scompaginando tutte le previsioni. La May al secondo turno risponde con 7,02, nuovo record italiano; la Xanthou salta 6,97. Poi non succede più niente. Dopo quattro turni la Ajunwa si ferma e aspetta cosa fanno le altre, che però non riescono a migliorarsi: Jackie Joyner trova le energie per piazzare un salto a 7,00 m (fino all'ultimo salto aveva una miglior misura di 6,86, che la relegava al sesto posto), che le vale la medaglia di bronzo.

## Risultati

### Turno eliminatorio
Qualificazione6,70 m
Sette atlete raggiungono la misura richiesta. Ad esse vanno aggiunti i 5 migliori salti.

### Finale
| Pos     | Paese e Atleta       | 1° salto | 2° salto | 3° salto | 4° salto | 5° salto | 6° salto | Miglior Misura | Note             |
| ------- | -------------------- | -------- | -------- | -------- | -------- | -------- | -------- | -------------- | ---------------- |
| Oro     | Chioma Ajunwa        | 7,12     | 6,99     | 6,85     | 6,84     | -        | X        | 7,12           | Record africano  |
| Argento | Fiona May            | 6,68     | 7,02     | 6,78     | 6,73     | 6,76     | 6,88     | 7,02           | Record nazionale |
| Bronzo  | Jackie Joyner-Kersee | 6,55     | 6,75     | 6,86     | X        | 6,52     | 7,00     | 7,00           |                  |
| 4       | Niki Xanthou         | X        | 6,97     | X        | 6,67     | 6,95     | 6,85     | 6,97           |                  |
| 5       | Olena Shekhovtsova   | 6,84     | 6,88     | X        | 6,97     | X        | X        | 6,97           |                  |
| 6       | Agata Karczmarek     | 6,90     | X        | X        | X        | X        | 6,65     | 6,90           |                  |
| 7       | Nicole Boegman       | 6,73     | X        | X        | X        | 6,55     | 6,23     | 6,73           |                  |
| 8       | Tünde Vaszi          | 6,60     | X        | X        |          |          |          | 6,60           |                  |
| 9       | Chantal Brunner      | 6,45     | 6,49     | 6,45     |          |          |          | 6,49           |                  |
| 10      | Voula Patoulidou     | X        | 6,26     | 6,37     |          |          |          | 6,37           |                  |
| N.C.    | Sharon Jaklofsky     | X        | X        | X        |          |          |          | N.M.           |                  |
| Squal.  | Iva Prandzheva       |          |          |          |          |          |          | (6,82)         |                  |

Per la Nigeria è il primo oro olimpico.

Jackie Joyner conquista la sua sesta medaglia olimpica.